# Goran Bunjevčević
Goran Bunjevčević (en serbio: Горан Буњевчевић; Karlovac, Yugoslavia; 17 de febrero de 1973-Belgrado, Serbia; 28 de junio de 2018) fue un futbolista serbio aunque nacido en el actual territorio de Croacia.
Se desempeñaba como defensa y era conocido como el Beckenbauer serbio, por su gran disciplina y duro juego. Gran parte de su carrera la disputó en clubes de Belgrado.
Falleció el 28 de junio de 2018, a los 45 años, tras sufrir un derrame cerebral en abril de ese mismo año.

## Clubes
| Club                      | País         | Año       | Partidos | Goles |
| FK Rad                    | Yugoslavia   | 1994-1997 | 76       | 5     |
| Estrella Roja de Belgrado | Yugoslavia   | 1997-2001 | 138      | 18    |
| Tottenham Hotspur FC      | Inglaterra   | 2001-2006 | 57       | 2     |
| ADO Den Haag              | Países Bajos | 2006-2007 | 27       | 2     |